# Cámara de Comptos de Navarra
La Cámara de Comptos de Navarra o, también Cámara de Comptos Reales de Navarra, (en latín, camera compotorum; en romance navarro, Cambra de comptos; en otras formas romances, Cámara de Comptos o Cámara de contos; en euskera: Nafarroako Kontuen Ganbera) es actualmente el organismo encargado de fiscalizar la gestión económica y financiera del sector público de la Comunidad Foral de Navarra. Por metonimia, también se conoce así al edificio que sirve de sede, construido en el siglo XIII, declarado Monumento Nacional de España el 16 de enero de 1868, que comenzó a ejercer tal función de sede a partir del siglo XVI hasta el primer tercio del siglo XIX, pasando después, y también gran parte del siglo XX, a desempeñar otras funciones como sede de la Comisión de Monumentos Históricos y Artísticos de Navarra donde se acopió gran cantidad de artefactos arqueológico que sirvió de «Museo Artístico-Arqueológico de Navarra» (1910-1940) precursor inmediato del posterior Museo de Navarra actualmente asentado en el antiguo hospital general de Pamplona.
En su primera larga etapa, desde su creación por Carlos II de Navarra el 18 de febrero de 1365 como tribunal permanente, es una cámara de comptos inspirada directamente en modelos franceses como la cámara de comptos de París. Es el tribunal de cuentas más antiguo de España. Fue disuelta, por primera vez, por Real Decreto de 6 de marzo de 1836. 
En una segunda etapa, mucho más reciente e iniciada el 28 de enero de 1980, recupera su lugar, presencia y actividad específica de fiscalización de cuentas públicas como órgano técnico del Parlamento de Navarra, siendo regulada su función mediante la ley foral 19/1984, de 20 de diciembre, en vigor desde el 26 de diciembre de 1984.

## Historia
En 1973, Javier Zabalo Zabalegui, en su tesis doctoral sobre La Administración del reino de Navarra en el siglo XIV, la describía así:

«La Cámara de Comptos es el organismo encargado de fiscalizar la gestión de las finanzas reales, tanto las que corren a cargo de los recebidores de las distintas circunscripciones del reino como también la administración financiera del hostal u hostales reales, la recaudación y administración de los tributos extraordinarios y, en definitiva, todas las finanzas públicas, cuyo resumen presenta el tesorero en sus cuentas anuales. Esta fiscalización la efectúa la Cámara mediante el examen cuidadoso y la confrontación de los comptos o cuentas que están obligados a presentarle anualmente los agentes del fisco.»
Javier Zabalo Zabalegui, 1973

### Precedentes
Con anterioridad a su constitución oficial, el Reino de Navarra ya contaba con oidores y maestros de comptos que controlaban, de forma esporádica, el estado de las finanzas reales.

### Etapa champañesa (1234-1274)
Desde la llegada al trono navarro de la Casa de Champaña (1234), la forma de administrar las cuentas del reino habían experimentado continuos y paulatinos cambios. Las prácticas condales champañesas de gestión dieron paso a la elaboración de libros de cuentas (comptos) por los oficiales del rey. Según la historiadora María Puy Huici Goñi, en su libro La Cámara de Comptos de Navarra entre 1328 y 1512, el primer libro de Comptos data de 1259 y 1266, además de piezas fiscales anteriores, lo que demuestra que antes de la Ordenanza del rey Carlos II ya existía un cierto control de los bienes reales.

### Etapa capeta (1274-1328)
Entre los años 1274 y 1328 el trono de Navarra estuvo unido a la corona de Francia. A la muerte de Enrique I de Navarra fue sucedido por su hija, la reina, Juana I de Navarra, que al casar con Felipe IV de Francia y I de Navarra unieron bajo una corona ambos reinos. Así fue gobernada como un dominio más por monarcas franceses, país donde ya existían instituciones dedicadas al control del gasto público (cámaras de comptos). En esta etapa «las cuentas de la administración financiera de Navarra son enviadas para su examen a la Cámara de Comptos de Francia.» El tesorero del reino, entonces Guillem de la Hala (1305-1327) es sustituido por Simón Aubert y este solicita «una copia del último conto de Guillem de la Hala rendido en Francia en la cambra de comptos».

### Etapa ebroicense (1328-1441)
Desde 1328, con el deslinde del trono de Francia, esta vez con otra reina, Juana II de Navarra, nieta de Juana I y casada con Felipe de Évreux, luego Felipe III de Navarra, se mantendrán muchas de esas instituciones que, por contraste con el resto de monarquías hispánicas, imprimirá a este reino de tal singularidad institucional.

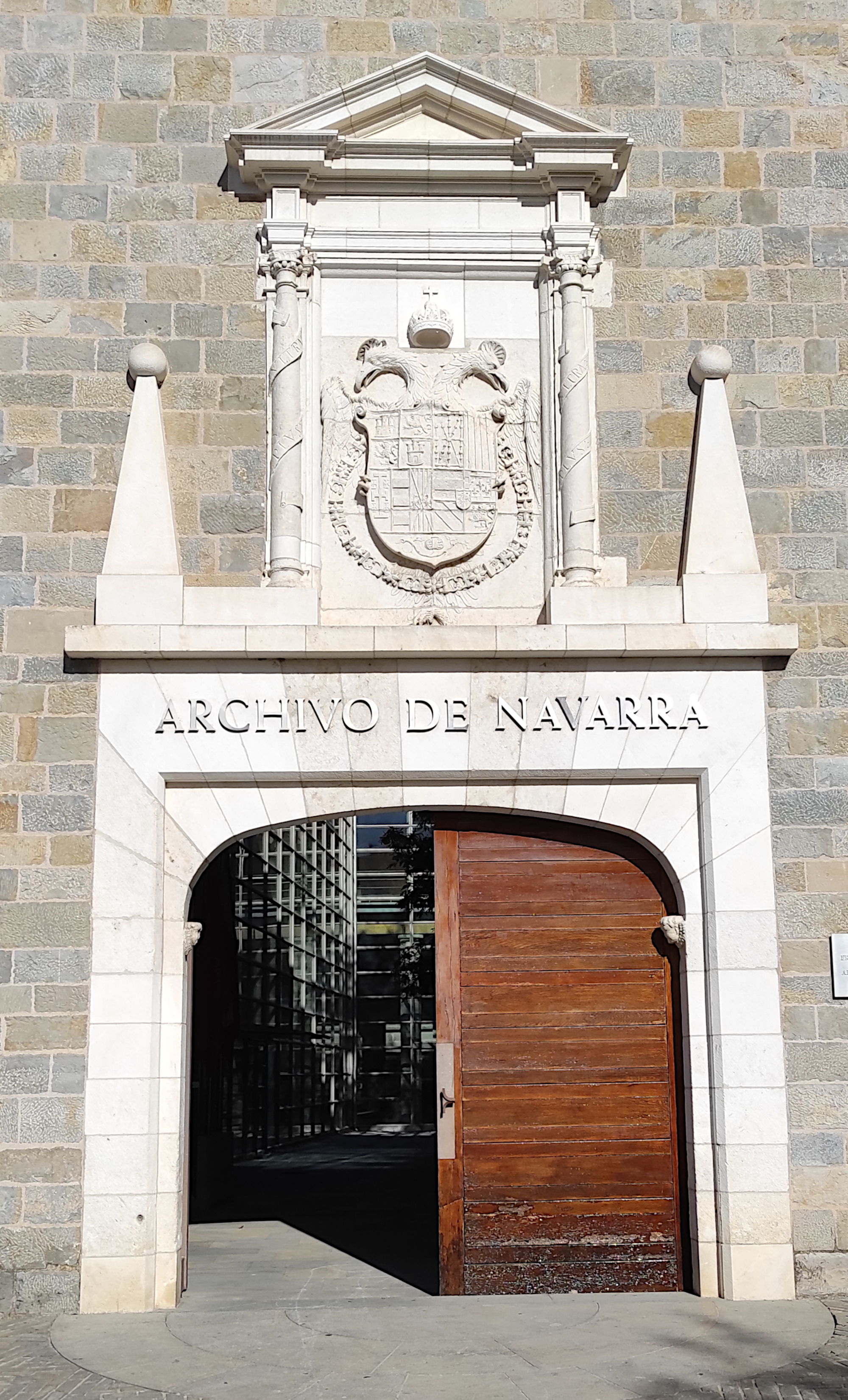
Acceso al Archivo Real y General de Navarra donde se preservan los antiguos archivos de Comptos

## Administración histórica (1365-1836)

### Constitución
Durante el reinado de Carlos II el reino de Navarra atravesó una delicada situación económica. Su coronación vino precedida de una gran hambruna, una carestía alimentaria, que azotó el reino (y Europa) de mediados del siglo XIV. A esta calamidad se unió otra como fue la devastación demográfica de la peste negra que, en el caso de Navarra, redujo su población casi a la mitad. A estas circunstancias se unieron, unos años después, el ingente gasto bélico originado en las confrontaciones libradas en Francia (especialmente Normandía), pero también en la península ibérica (Aragón y Castilla). El difícil momento de la Hacienda del Reino hizo que Carlos II quisiera reforzar el control de las finanzas reales mediante un órgano permanente al que otorgó un gran poder.
Así, en 1365, a través de una Ordenanza dictada por el rey Carlos II, se reorganizó estableciéndola como tribunal permanente.

### Composición

#### Maestros oidores
La Ordenanza señala que la institución queda integrada por cuatro los Maestros oidores o Oidores Generales de Cuentas, que deben ser "hombres bonos e suficientes". Pero esta cifra fue variando a cinco (1385, 1395) e incluso seis (1390). El perfil habitual era de «clérigos, no de la alta jerarquía» que disfrutaban ya de notables beneficios y que formaban parte del Consejo Real donde asesoraban en materia patrimonial y financiera. Nombrados exclusivamente por el rey, eran personas que previamente ya habían tenido experiencia en la materia habiendo sido recibidores en alguna merindad, ayudantes del tesorero, secretarios del rey o notarios de comptos.

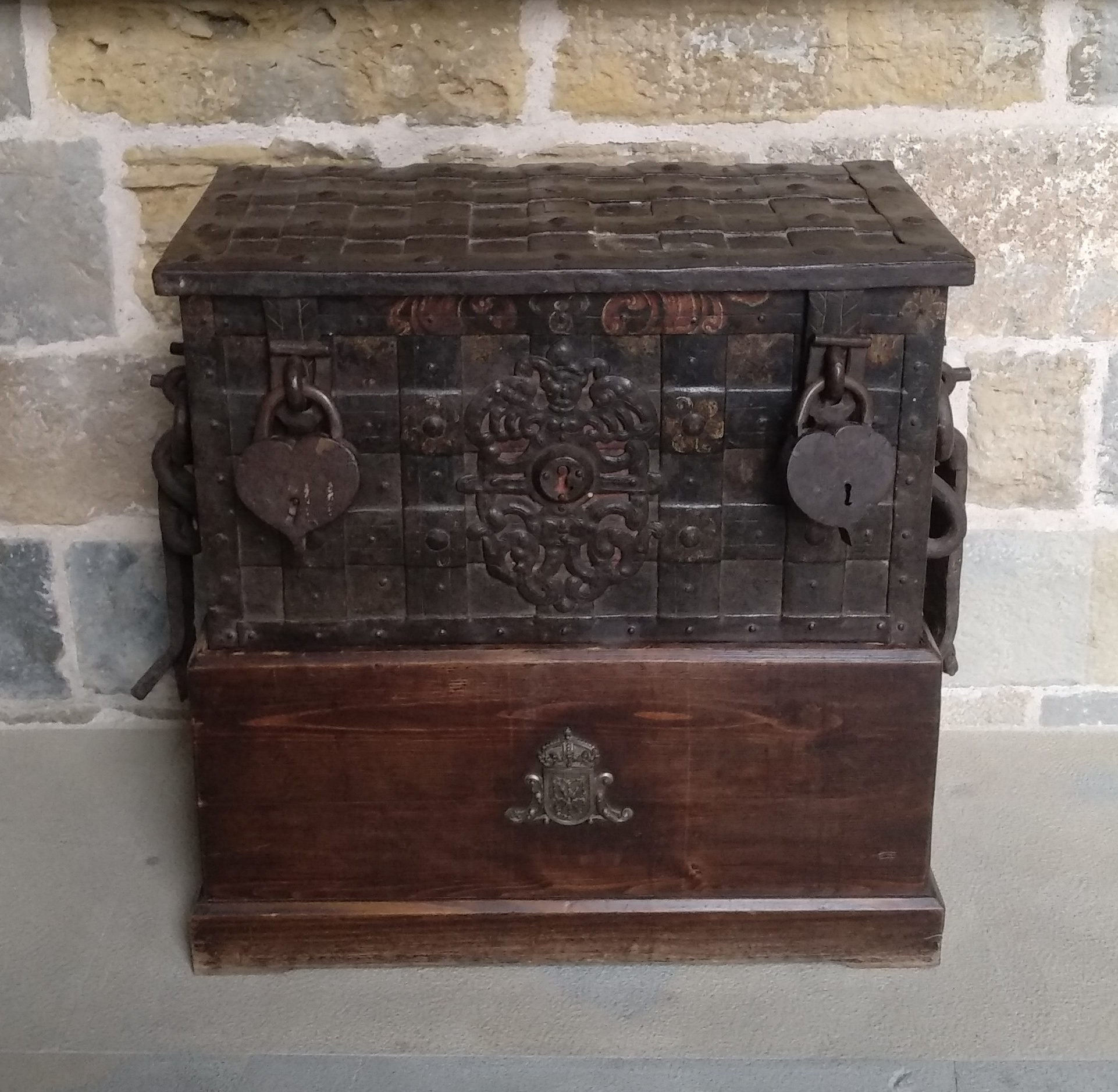
Arcones metálicos antiguos, con varias llaves, usados para la conservación de la documentación archivística. (Archivo Real y General de Navarra)

#### Notarios y clérigos de comptos
En 1365 figura como primer notario García Pérez de Aranguren que, posiblemente, ya venía ejerciendo la función desde 1358. Su salario era de 5 sueldos al día. La elección del cargo era competencia real exclusiva que los cambia a voluntad y se les exigía un alto grado de discreción.
En la misma fecha era García Ximénez de Salinas el clérigo nombrado «para ayudar a las cosas necesarias de la audición.» Estuvo desempeñando el cargo varios años, llegó a cobrar también 5 sueldos al día y, posteriormente, fue nombrado maestro oidor (12 de septiembre de 1383).
El término clérigo de comptos es usado, a este nivel, como sinónimo de notario. Pero no ocurría así a nivel superior, de maestro oidor aun cuando fuera también un eclesiástico quien ejerciera el cargo.

#### Porteros y oficiales reales
Junto a ellos aparecen la figura del portero, «un agente subalterno de carácter ejecutivo» quienes tenían por misión ejecutar las órdenes de maestros oidores. Recibían un sueldo al día. El primero conocido fue Simón de Araiz:

... d’aqui adelant, al dicho Simon auemos fecho, establesçido et fazemos et establesçemos por las presentes portero de la dicha /8 nuestra cambra de comptos, a gages de doze dineros carlines prietos por dia, a reçebir en nuestra thesoreria et a los otros vsos et emolumentes acostumbrados quanto fuere /9 nuestra uolundat, del quoal auemos fecho reçebir iura sobre la Cruz et los Santos Euangelios que bien et lealment fara el dicho offiçio, et fara uerdadera relacion et nos tera secreto, si uos mandamos que al dicho Simon d’Araiz goardedes por portero de la cambra et lo obedezcades en todas las cosas al dicho offiçio pertene scientes.
Carlos II de Navarra, 18 de febrero de 1365

#### Local y archivo
En un principio el depósito del archivo de la tesorería está en el Castillo de Tiebas, con parte del Archivo Real y el Archivo de la Cancillería, pero se trasladó todo a una casa alquilada de la rúa Mayor de la Navarrería (entre las actuales calles Curia y Mercaderes).

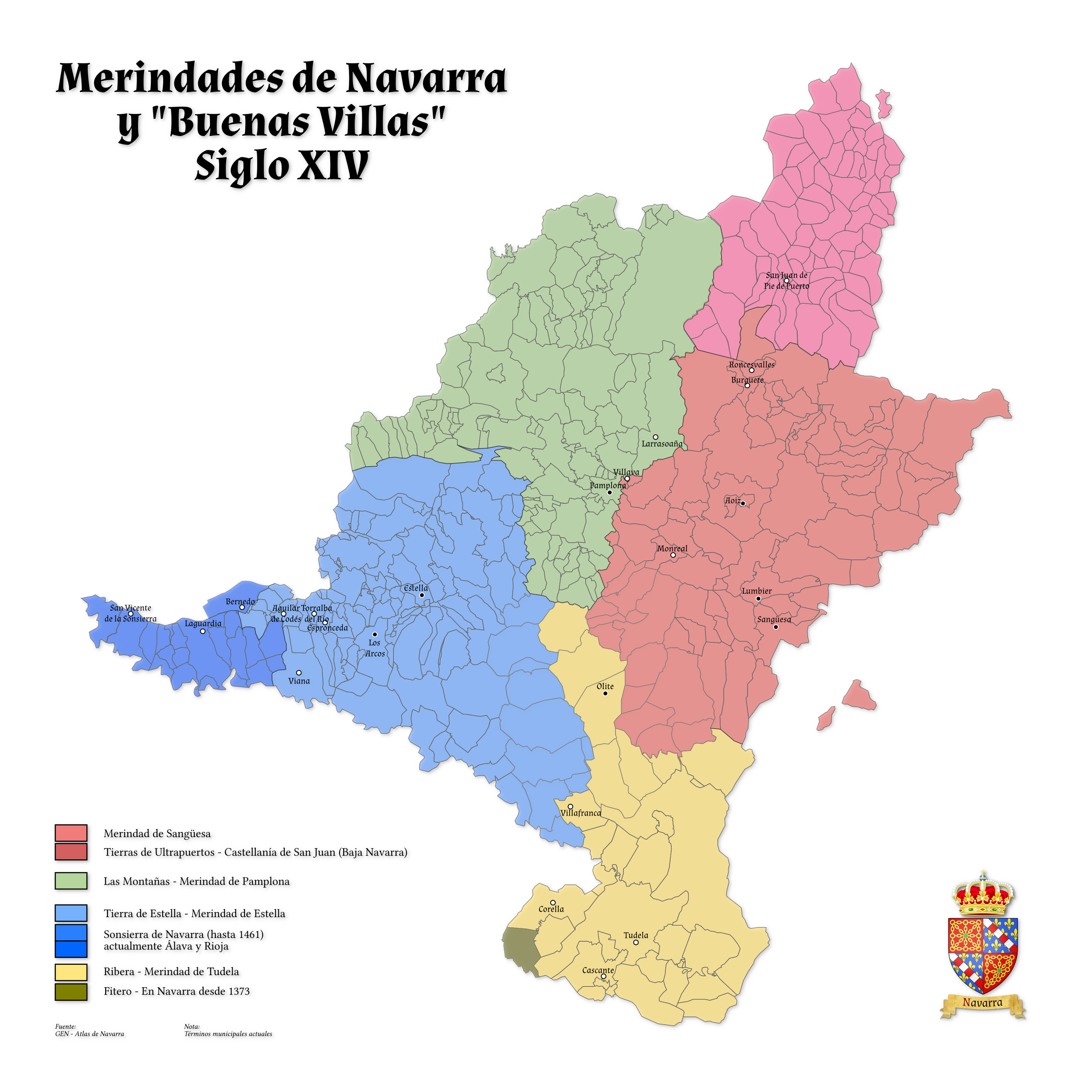
Evolución del mapa de Navarra hacia mediados del. La Merindad de Olite no se había creado aún. Fitero no se incorpora a Navarra hasta 1373.

### Atribuciones
En la ordenanza de 1365 se declara que los oidores de comptos se constituyen para:
1. Examinar y exigir cuentas a los recibidores (recaudadores), tesorero y cualquiera vinculado con la hacienda real. Es decir, oír la rendición de cuentas —de ahí su nombre de Oidores— de quienes recaudaban en nombre del Rey.
2. Vigilar y preservar los derechos reales en todo el reino.
3. Asesorar en material fiscal e impositiva.
4. Autoridad para ejecutar órdenes a oficiales y porteros incluyendo la potestad de castigar si desobedecen.

«Tenían la facultad de examinar las cuentas pasadas, presentes y futuras, asignándoles jurisdicción sobre todos los oficiales reales en materia fiscal, financiera y patrimoniales»
Archivo General de Navarra AGN, Sección Comptos, Papeles Sueltos, legajo 4, carpeta 1 

#### Examen de cuentas
La labor de fiscalización se encontraba con muchas dificultades haciendo bastante irregular el desempeño de la tarea. Eran suficientes tres meses al año para verificar todas las cuentas del reino pero topaban con la demora habitual de muchos recibidores que presentaban tarde sus cuentas. Por ello las revisiones de algunos años no se terminaban hasta años después: por ejemplo, «la cuenta de la merindad de Sangüesa del año 1363 está examinada en enero de 1369. Claro que corresponde a dos recaudadores distintos, aunque de la misma circunscripción».

#### Otras funciones
La Cámara de Comptos fue asumiendo otras funciones por encargo de los monarcas, debido seguramente al prestigio de la Institución. Así, asumió enseguida el carácter de Tribunal de Hacienda por lo que pasó a llamarse Tribunal de la Cámara de Comptos. 
Le fue encomendada, también, la labor de dirigir la recaudación de impuestos, indicando las cantidades a recaudar y los plazos. Sus funcionarios certificaban la calidad, peso y otras características que debía poseer la moneda navarra, que se acuñaba en la sede de la Cámara de Comptos. 

Además, en la Cámara juraban sus cargos oficiales reales, señores feudales, caballeros y soldados.

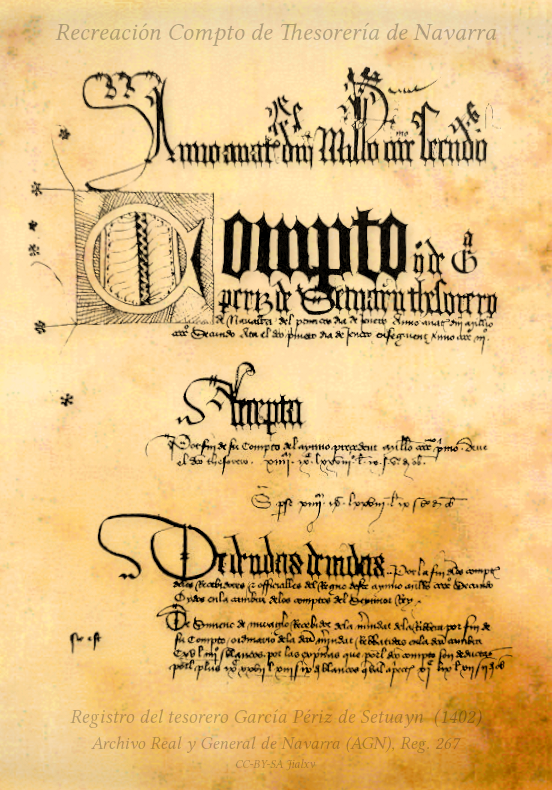
Registro de tesorería en la Cámara de Comptos de Navarra de 1402 (AGN, Comptos Reg. 267)

### Archivo
Sus libros y documentos constituyen la mejor fuente de información en Europa sobre la Baja Edad Media y permiten conocer no solamente el funcionamiento del órgano fiscalizador sino también otros aspectos del Reino de Navarra.
En la actualidad dicho archivo forma parte del Archivo General de Navarra.

### Abolición
Tras su constitución la Cámara de Comptos fue ganando importancia dentro de la estructura política del Reino, pues solamente tenía por encima al Consejo y al Rey e incluso hubo momentos en los que algunos Oidores formaban parte del Consejo.
En los siglos XIV y XV la Cámara de Comptos gozó de una gran importancia y prestigio por sus competencias, profesionalidad e independencia.
En 1512 Navarra fue conquistada y quedó anexionada a Castilla y comenzaron los intentos de suprimir la Cámara de Comptos, auspiciados por el Virrey y apoyados algunas veces por las Cortes. La mitad de sus miembros serían castellanos.
La ciudad de Pamplona se opuso de forma enérgica a todos los intentos de hacerla desaparecer y el órgano fiscalizador pudo seguir funcionando durante los siglos XVI y XVII.
En el siglo XIX, coincidiendo con una época de gran centralismo, hubo nuevos intentos por hacerla desaparecer, intentos que culminaron con el Real Decreto de 18 de marzo de 1836, que ordenaba el fin de la actividad de la institución. 
La Ley Paccionada de 1841, que convirtió al Reino en provincia española con cierto grado de autonomía, confirmó la supresión de la Cámara de Comptos.

### Restauración institucional
Con la creación del Parlamento de Navarra en 1979 se vuelve a crear, como órgano técnico dependiente del mismo, la Cámara de Comptos en 1980 (28 de enero de 1980). Su puesta en marcha efectiva tiene lugar en 1981 tras la elección como presidente de Mariano Zufía Urrizalqui. La Ley Orgánica de Reintegración y Amejoramiento del Régimen Foral de Navarra ratifica su papel como órgano fiscalizador de cuentas. 
La Amejoramiento hace depender a la Cámara del Parlamento Foral de Navarra y su regulación actual se define en la Ley Foral 19/1984, de 20 de diciembre, de la Cámara de Comptos de Navarra que entró en vigor el 26 de diciembre de 1984.

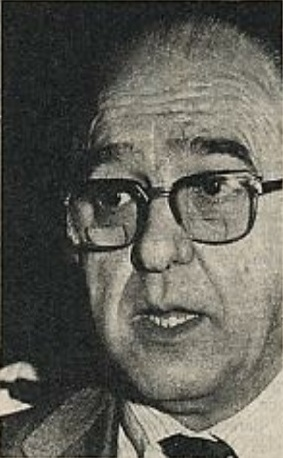
Mariano Zufia

## Actualmente: Misión, funciones y composición
La Ley Foral 19/1984, de 20 de diciembre que regula su funcionamiento, en su título I, artículo 1, dice:

La Cámara de Comptos de Navarra es el órgano técnico dependiente del Parlamento o Cortes de Navarra, fiscalizador de la gestión económica y financiera del sector público de la Comunidad Foral, así como de aquellos fondos que tengan la consideración de públicos.

### Misión
Su misión fundamental es «fiscalizar la gestión económica y financiera del sector público de la Comunidad Foral, así como de aquellos fondos que tengan la consideración de públicos», pero también «asesorar al Parlamento de Navarra en materias económico-financieras.»
En el plan estratégico (2023-2028) declaran que su misión es:

La fiscalización externa de la gestión económico-financiera del sector público de la Comunidad Foral para promover el uso adecuado, eficaz y eficiente de los recursos públicos, mejorar la rendición de cuentas, apoyar la sostenibilidad y la transparencia, fortalecer la confianza de la ciudadanía y responder a los retos que afronta nuestra Comunidad Foral.

### Funciones
Las funciones establecidas en la Ley Foral 19/1984, de 20 de diciembre, se concretan en:
- Fiscalizar los fondos públicos de Navarra:
  - Elabora un informe y censura de las Cuentas Generales de Navarra presentadas tras cada ejercicio económico por el Gobierno.
  - Informa sobre las cuentas y la gestión económica de los Ayuntamientos y Concejos de Navarra así como organismos o entidades dependientes de las mismas
  - Remite sus informes al Tribunal de Cuentas, al cual corresponde exigir la responsabilidad contable en que pudieran incurrir quienes manejan los fondos públicos.
- Asesora a su Parlamento Foral en materias económico-financieras.

Su trabajo se materializa en informes técnicos públicos que son remitidos al Parlamento, entes fiscalizados y medios de comunicación.

### Composición
Son órganos de la Cámara el presidente, los Auditores y la Secretaría General. 
- El Presidente de la Cámara de Comptos es elegido por el Parlamento de Navarra y su mandato dura seis años.
- Auditores (tres), funcionarios seleccionados por concurso-oposición, encargados de elaborar los informes y someterlos a la consideración del presidente.
- Secretario general, designado por el presidente entre los Letrados de la Cámara.

## El edificio
Es uno de los edificios civiles más antiguos de Pamplona. Estaba en el antiguo barrio de San Cernin, en la llamada calle de Tecenderías (actual calle de Ansolega). El edificio fue comprado en 1524 por Carlos V a los herederos del señor Otazu.
Ha sido sede no sólo de la Cámara de Comptos y de la Casa de la Moneda, sino también de la Comisión de Monumentos Nacionales, del primer Museo de Navarra, de la Institución Príncipe de Viana que dio continuidad a la Comisión, de la Asociación Euskara (formada por «los componentes, en esos años, de la Comisión de Monumentos»), del Estudio General de Navarra que dio paso luego a la Universidad de Navarra, e incluso de otra institución navarra con solera como es la Policía Foral.